# Vava'u 15
Vava'u 15 es un distrito electoral para la Asamblea Legislativa de Tonga. Se estableció para las elecciones generales de noviembre de 2010, cuando los distritos electorales regionales multi-escaños para Representantes Populares fueron reemplazados por distritos electorales de un solo asiento, eligiendo a un representante. Ubicado en la isla deVavaʻu, abarca los pueblos de Neiafu, Fungamisi, Falaleu, Makave, Toula, y ‘Utui.s uno de tres distritos electorales de Vavaʻu. (El número 14 indica que es el decimocuarto en la país, no en la isla de Vavaʻu).
Su primer representante (y hasta ahora único) es Samiu Vaipulu, un político elegido por primera vez al Parlamento en 1987. Tras su reelección en 2010 como independiente, fue nombrado vice primer ministro del primer ministro Lord Sialeʻataongo Tuʻivakanō.

## Miembros del Parlamento
| Año de Elección | Miembro       | Partido       |
| --------------- | ------------- | ------------- |
| 2010            | Samiu Vaipulu | Independiente |
| 2014            | Samiu Vaipulu | Independiente |
| 2017            | Samiu Vaipulu | Independiente |
| 2021            | Samiu Vaipulu | Independiente |